# Gnomidolon wappesi
Gnomidolon wappesi es una especie de escarabajo longicornio del género Gnomidolon, categorizada en la tribu Hexoplonini, de la subfamilia Cerambycinae. Fue descrita por Martins en 2006.

## Descripción
Mide 5,8-8,2 mm de longitud.

## Distribución
Se distribuye por Bolivia y Brasil.